# Graham Sutherland
 Graham Vivian Sutherland  (* 24. August 1903 in Streatham, London; † 17. Februar 1980 ebenda) war ein britischer Maler. Er hat zahlreiche expressionistische Gemälde gefertigt. Seine Malerei zeichnete sich durch abstrakt-surrealistische Elemente aus. Später wurde er als Porträt-Maler bekannt.

## Leben und Werk
Graham Vivian Sutherland, Sohn eines Londoner Rechtsanwalts, bekam seine schulische Ausbildung am Epsom College in Surrey. Er bildete sich 1920 bis 1921 als Ingenieur bei den Midland Railway Works (Eisenbahn) in Derby aus, bevor er von 1921 bis 1926 Radierung am „Goldsmith’s College School of Art“ in London studierte. Hier ließ er sich vor allem in graphischen Techniken ausbilden. Von 1927 bis 1929 lehrte er graphische Techniken an der Chelsea School of Art.
Nach seiner Konversion zum römisch-katholischen Glauben 1926 heiratete er im Jahr 1927 Kathleen Barry. Ab dem Jahre 1935 begann seine eigentliche malerische Tätigkeit. Vornehmlich malte er Landschaftsgemälde und zeigte in seinen Arbeiten ein Affinität zu den Werken von Paul Nash. Vor allem in den Düsteren Mooren, in den wüsten Steinfeldern der Atlantikküste von Pembrokeshire und Cornwall hatte er die ihm seelisch gemäße Landschaftsumgebung gefunden. Sutherland zeigt in seinen Bildern natürliche Formen, die er abstrahierte bis hin zu Anklängen an den Surrealismus.
Im Jahr 1936 steuerte er Werke zu der Internationalen Surrealisten-Ausstellung in London bei. Auf Anregung von Kenneth Clark wurde Sutherland 1940 (bis 1945) offizieller Kriegsmaler im Zweiten Weltkrieg. In dieser Zeit und kurz nach dem Krieg (1945/1946) lernte Sutherland Francis Bacon kennen, mit dem ihn – und seine Frau Kathleen – fortan eine feste Freundschaft verband. In den späten 1940er und beginnenden 1950er Jahren stellten beide Maler ihre Werke mehrere Male gemeinsam aus. Sutherlands Kunst zeigte sich in den 1950er Jahren von Bacons Werken stilistisch beeinflusst. Sutherland war es, der die Galeristin Erica Brausen mit Bacon bekannt machte; das führte 1949 zur ersten großen Einzelausstellung Bacons in der Hanover Gallery.
1941 hatte Sutherland (zusammen mit Henry Moore und John Piper) seine erste Retrospektive in „Temple Newsam“, Leeds. Im Jahr 1946 folgt schließlich seine erste Einzelausstellung in New York in der „Buchholz Gallery“. Von 1947 bis in die 1960er Jahre wird seine künstlerische Arbeit vom Leben in Südfrankreich inspiriert, wo er auf Pablo Picasso und Henri Matisse traf, und wo er schließlich im Jahr 1955 die Villa Tempe a Pailla in Menton kaufte.
Ende der 1950er Jahre begann Sutherland Porträts zu malen. Auslöser war der Wunsch von W. Somerset Maugham von ihm porträtiert zu werden. Konrad Adenauer war von seinem Porträt angetan, da es ihn als "Denker" darstellt. Ein Portrait von Winston Churchill (1954) wurde (vermutlich auf Veranlassung, in jedem Fall aber mit Billigung) von Churchills Frau vernichtet. Die „National Portrait Gallery“ in London veranstaltete 1977 eine große Retrospektive mit Sutherlands Porträts.
Graham Sutherland war in Kassel mit seinen Werken auf der documenta 1 im Jahr 1955, auf der documenta II 1959 und auf der documenta III 1964 vertreten. Die Kestner-Gesellschaft Hannover zeigte im Jahre 1969 seine Lithographie-Folge „Bestiarium“ und thematisch verwandte Blätter. Wichtige Retrospektiven seines künstlerischen Schaffens fanden in der Tate Gallery in London im Jahr 1982, in Frankreich 1998, und in der Dulwich Picture Gallery in London im Jahr 2005 statt. Seit 1972 war er Ehrenmitglied der American Academy of Arts and Letters.
Sein jüngerer Bruder ist der Numismatiker Carol Humphrey Vivian Sutherland (* 5. Mai 1908 in Menton Park, Surrey; † 14. Mai 1986).